# Gekko badenii
Espèce
Synonymes
- Gekko ulikovskii Darevsky & Orlov, 1994

Statut de conservation UICN

 EN B1ab(v) : En danger
Gekko badenii est une espèce de geckos de la famille des Gekkonidae.

## Répartition
Cette espèce est endémique de la province de Tây Ninh au Viêt Nam.
Sa présence est incertaine au Cambodge et au Laos.

## Description
C'est un gecko insectivore et arboricole de couleur gris-brun, avec une longue et fine queue.

## Reproduction
Ce gecko est sexuellement mature vers l'âge de un an. Les femelles sont un peu plus petites, et ne dépassent pas les 15 cm. Les mâles ont également les pores fémoraux nettement plus développés et bien visibles.
La reproduction débute au début du retour des « beaux jours ». La femelle jeûne quelques jours avant les pontes. Les œufs sont déposés sur le sol, ou parfois collés sur une plante.
Les œufs incubent entre un ou deux mois selon les conditions climatiques. Les petits commencent à s'alimenter après leur première mue, quelques jours après leur naissance.

## En captivité
On rencontre cette espèce en terrariophilie.

## Étymologie
Cette espèce est nommée en référence au mont Núi Bà Đen.

## Publication originale
- Shcherbak & Nekrasova, 1994 : A contribution to the knowledge of gekko lizards of southern Vietnam with description of a new species (Reptilia, Gekkonidae). Vestnik Zoologii, vol. 1994, n. 1, p. 48-52.